# Inocybe xanthomelas
Inocybe xanthomelas är en svampart som beskrevs av Boursier & Kühner 1933. Inocybe xanthomelas ingår i släktet Inocybe och familjen Inocybaceae.   Inga underarter finns listade i Catalogue of Life.